# 가세로
가세로(賈世魯, 1955년 8월 15일~)은 대한민국의 경찰 출신 정치인, 대학 교수이다. 제14·15대 충청남도 태안군수(민선 7·8기)이다.

## 경력
- 경찰청 정보1과장
- 서울특별시경찰청 정보과장
- 서산경찰서장
- 서울광진경찰서 서장
- 당진경찰서장
- 인천국제공항경찰대장
- 재경태안군민회 수석부회장
- 선진화정치개혁 국민연합상임위원회 위원
- 사회복지정책위자문위원회 위원
- 녹색성장국민연합경제본부 본부장
- 재인태안군민회 이사
- 독서생활중앙회 서태안지부 지부장
- 경찰대학교 우대교수
- 2017. 4.~2017. 5. 제19대 대통령선거 더불어민주당 문재인 후보 중앙선거대책위원회 특보단 부단장
- 2018년 7월 1일~: 제14·15대 충청남도 태안군수(재선, 민선 7·8기)

## 가족
- 배우자: 신현숙
- 자녀: 가재호(아들)

## 역대 선거 결과
|  | 11.05% |

|  | 33.01% |

|  | 36.92% |

|  | 48.53% |

|  | 51.64% |